# Milne Cup
La Coupe Milne (en Anglais: Milne Cup) est créée en 1908, elle fait partie des compétitions de football les plus anciennes. Une rencontre est jouée chaque année entre les Orcades et Shetland. Tous les ans la compétition change de lieu entre les deux participants (54 fois dans les Shetland/53 fois dans les Orcades). De 1908 à 1912 la Coupe Milne est joué par la ville de Lerwick représentant Shetland et Kirkwall représentant des Orcades. La compétition n'est pas jouée pendant la Première Guerre mondiale (1915-1918), la Seconde Guerre mondiale (1939-1945) et en 1975 les associations de football de Shetland et des Orcades n'ont pas pu décider d'une date appropriée. Lors de la Coupe Nord-Atlantique de 1968 à 1973, la rencontre des Orcades et Shetland en 1971 et de 1972 a servi pour la Coupe Milne des mêmes années.
Bailie Milne, le premier président d'Aberdeen FC, qui offrit le trophée en 1908.

## Palmarès
| N°                                                                       | Date | Lieu     | Finale             | Finale              | Finale        |
| N°                                                                       | Date | Lieu     | Vainqueur          | Score               | Finaliste     |
| ------------------------------------------------------------------------ | ---- | -------- | ------------------ | ------------------- | ------------- |
| 1er                                                                      | 1908 | Shetland | Lerwick            | 5-1                 | Kirkwall      |
| 2e                                                                       | 1909 | Orcades  | Kirkwall           | 4-3                 | Lerwick       |
| 3e                                                                       | 1910 | Shetland | Lerwick            | 2-0                 | Kirkwall      |
| 4e                                                                       | 1911 | Orcades  | Kirkwall           | 3-2                 | Lerwick       |
| 5e                                                                       | 1912 | Shetland | Kirkwall           | 0-0                 | Lerwick       |
| 6e                                                                       | 1913 | Orcades  | Orcades            | 3-2                 | Îles Shetland |
| 7e                                                                       | 1914 | Shetland | Orcades            | 1-0                 | Îles Shetland |
| Pas d'édition entre 1915 à 1918 en raison de la Première Guerre mondiale |      |          |                    |                     |               |
| 8e                                                                       | 1919 | Orcades  | Îles Shetland      | 3-2                 | Orcades       |
| 9e                                                                       | 1920 | Shetland | Îles Shetland      | 3-0                 | Orcades       |
| 10e                                                                      | 1921 | Orcades  | Orcades            | 2-1                 | Îles Shetland |
| 11e                                                                      | 1922 | Shetland | Îles Shetland      | 7-1                 | Orcades       |
| 12e                                                                      | 1923 | Orcades  | Îles Shetland      | 3-2                 | Orcades       |
| 13e                                                                      | 1924 | Shetland | Îles Shetland      | 2-1                 | Orcades       |
| 14e                                                                      | 1925 | Orcades  | Îles Shetland      | 3-2                 | Orcades       |
| 15e                                                                      | 1926 | Shetland | Îles Shetland      | 2-0                 | Orcades       |
| 16e                                                                      | 1927 | Orcades  | Orcades            | 5-1                 | Îles Shetland |
| 17e                                                                      | 1928 | Shetland | Orcades            | 3-2                 | Îles Shetland |
| 18e                                                                      | 1929 | Orcades  | Îles Shetland      | 3-1                 | Orcades       |
| 19e                                                                      | 1930 | Shetland | Orcades            | 3-1                 | Îles Shetland |
| 20e                                                                      | 1931 | Orcades  | Orcades            | 5-2                 | Îles Shetland |
| 21e                                                                      | 1932 | Shetland | Îles Shetland      | 6-0                 | Orcades       |
| 22e                                                                      | 1933 | Orcades  | Orcades            | 1-0                 | Îles Shetland |
| 23e                                                                      | 1934 | Shetland | Îles Shetland      | 4-0                 | Orcades       |
| 24e                                                                      | 1935 | Orcades  | Orcades            | 3-1                 | Îles Shetland |
| 25e                                                                      | 1936 | Shetland | Orcades            | 1-0                 | Îles Shetland |
| 26e                                                                      | 1937 | Orcades  | Orcades            | 4-1                 | Îles Shetland |
| 27e                                                                      | 1938 | Shetland | Îles Shetland      | 7-4                 | Orcades       |
| 28e                                                                      | 1939 | Orcades  | Orcades            | 2-0                 | Îles Shetland |
| Pas d'édition entre 1940 à 1945 en raison de la Seconde Guerre mondiale  |      |          |                    |                     |               |
| 29e                                                                      | 1946 | Shetland | Orcades            | 5-3                 | Îles Shetland |
| 30e                                                                      | 1947 | Orcades  | Orcades            | 2-2                 | Îles Shetland |
| 31e                                                                      | 1948 | Shetland | Îles Shetland      | 2-1                 | Orcades       |
| 32e                                                                      | 1949 | Orcades  | Orcades            | 6-1                 | Îles Shetland |
| 33e                                                                      | 1950 | Shetland | Orcades            | 2-1                 | Îles Shetland |
| 34e                                                                      | 1951 | Orcades  | Orcades            | 4-0                 | Îles Shetland |
| 35e                                                                      | 1952 | Shetland | Orcades            | 5-2                 | Îles Shetland |
| 36e                                                                      | 1953 | Orcades  | Îles Shetland      | 2-1                 | Orcades       |
| 37e                                                                      | 1954 | Shetland | Îles Shetland      | 3-1                 | Orcades       |
| 38e                                                                      | 1955 | Orcades  | Orcades            | 2-1                 | Îles Shetland |
| 39e                                                                      | 1956 | Shetland | Orcades            | 6-1                 | Îles Shetland |
| 40e                                                                      | 1957 | Orcades  | Îles Shetland      | 4-2                 | Orcades       |
| 41e                                                                      | 1958 | Shetland | Orcades            | 2-0                 | Îles Shetland |
| 42e                                                                      | 1959 | Orcades  | Orcades            | 4-2                 | Îles Shetland |
| 43e                                                                      | 1960 | Shetland | Orcades            | 2-0                 | Îles Shetland |
| 44e                                                                      | 1961 | Orcades  | Orcades            | 6-4                 | Îles Shetland |
| 45e                                                                      | 1962 | Shetland | Orcades            | 5-4                 | Îles Shetland |
| 46e                                                                      | 1963 | Orcades  | Îles Shetland      | 9-7                 | Orcades       |
| 47e                                                                      | 1964 | Shetland | Îles Shetland      | 3-3                 | Orcades       |
| 48e                                                                      | 1965 | Orcades  | Orcades            | 2-1                 | Îles Shetland |
| 49e                                                                      | 1966 | Shetland | Orcades            | 6-1                 | Îles Shetland |
| 50e                                                                      | 1967 | Orcades  | Îles Shetland      | 2-1                 | Orcades       |
| 51e                                                                      | 1968 | Shetland | Îles Shetland      | 3-2                 | Orcades       |
| 52e                                                                      | 1969 | Orcades  | Îles Shetland      | 3-0                 | Orcades       |
| 53e                                                                      | 1970 | Shetland | Îles Shetland      | 1-1                 | Orcades       |
| 54e                                                                      | 1971 | Orcades  | Îles Shetland      | 3-0                 | Orcades       |
| 55e                                                                      | 1972 | Shetland | Orcades            | 7-1                 | Îles Shetland |
| 56e                                                                      | 1973 | Orcades  | Orcades            | 3-2                 | Îles Shetland |
| 57e                                                                      | 1974 | Shetland | Îles Shetland      | 2-1                 | Orcades       |
| Pas d'édition en 1975                                                    |      |          |                    |                     |               |
| 58e                                                                      | 1976 | Orcades  | Orcades            | 2-1                 | Îles Shetland |
| 59e                                                                      | 1977 | Shetland | Îles Shetland      | 1-0                 | Orcades       |
| 60e                                                                      | 1978 | Orcades  | Îles Shetland      | 2-1                 | Orcades       |
| 61e                                                                      | 1979 | Shetland | Îles Shetland      | 2-0                 | Orcades       |
| 62e                                                                      | 1980 | Orcades  | Îles Shetland      | 1-0                 | Orcades       |
| 63e                                                                      | 1981 | Shetland | Orcades            | 1-0                 | Îles Shetland |
| 64e                                                                      | 1982 | Orcades  | Îles Shetland      | 1-0                 | Orcades       |
| 65e                                                                      | 1983 | Shetland | Îles Shetland      | 1-0                 | Orcades       |
| 66e                                                                      | 1984 | Orcades  | Îles Shetland      | 1-0                 | Orcades       |
| 67e                                                                      | 1985 | Shetland | Îles Shetland      | 6-1                 | Orcades       |
| 68e                                                                      | 1986 | Orcades  | Îles Shetland      | 1-0                 | Orcades       |
| 69e                                                                      | 1987 | Shetland | Îles Shetland      | 2-0                 | Orcades       |
| 70e                                                                      | 1988 | Orcades  | Orcades            | 1-0                 | Îles Shetland |
| 71e                                                                      | 1989 | Shetland | Îles Shetland      | 4-1                 | Orcades       |
| 72e                                                                      | 1990 | Orcades  | Orcades            | 1-0                 | Îles Shetland |
| 73e                                                                      | 1991 | Shetland | Îles Shetland      | 4-2                 | Orcades       |
| 74e                                                                      | 1992 | Orcades  | Îles Shetland      | 2-0                 | Orcades       |
| 75e                                                                      | 1993 | Shetland | Îles Shetland      | 3-0                 | Orcades       |
| 76e                                                                      | 1994 | Orcades  | Îles Shetland      | 0-0                 | Orcades       |
| 77e                                                                      | 1995 | Shetland | Îles Shetland      | 2-0                 | Orcades       |
| 78e                                                                      | 1996 | Orcades  | Îles Shetland      | 4-0                 | Orcades       |
| 79e                                                                      | 1997 | Shetland | Îles Shetland      | 5-0                 | Orcades       |
| 82e                                                                      | 1998 | Orcades  | Îles Shetland      | 3-2                 | Orcades       |
| 81e                                                                      | 1999 | Shetland | Îles Shetland      | 4-1                 | Orcades       |
| 82e                                                                      | 2000 | Orcades  | Îles Shetland      | 7-0                 | Orcades       |
| 83e                                                                      | 2001 | Shetland | Îles Shetland      | 2-1                 | Orcades       |
| 84e                                                                      | 2002 | Orcades  | Îles Shetland      | 3-1                 | Orcades       |
| 85e                                                                      | 2003 | Shetland | Îles Shetland      | 4-1                 | Orcades       |
| 86e                                                                      | 2004 | Orcades  | Orcades            | 5-4                 | Îles Shetland |
| 87e                                                                      | 2005 | Shetland | Îles Shetland      | 3-0                 | Orcades       |
| 88e                                                                      | 2006 | Orcades  | Îles Shetland      | 4-0                 | Orcades       |
| 89e                                                                      | 2007 | Shetland | Îles Shetland      | 4-1                 | Orcades       |
| 90e                                                                      | 2008 | Orcades  | Îles Shetland      | 2-1                 | Orcades       |
| 91e                                                                      | 2009 | Shetland | Îles Shetland      | 1-0                 | Orcades       |
| 92e                                                                      | 2010 | Orcades  | Îles Shetland      | 2-0                 | Orcades       |
| 93e                                                                      | 2011 | Shetland | Îles Shetland      | 1-0                 | Orcades       |
| 94e                                                                      | 2012 | Orcades  | Orcades            | 3-1                 | Îles Shetland |
| 95e                                                                      | 2013 | Shetland | Îles Shetland      | 4-1                 | Orcades       |
| 96e                                                                      | 2014 | Orcades  | Îles Shetland      | 3-2                 | Orcades       |
| 97e                                                                      | 2015 | Shetland | Îles Shetland      | 6-0                 | Orcades       |
| 98e                                                                      | 2016 | Orcades  | Orcades            | 3-2                 | Îles Shetland |
| 99e                                                                      | 2017 | Shetland | Îles Shetland      | 2-0                 | Orcades       |
| 100e                                                                     | 2018 | Orcades  | Orcades            | 5-1                 | Îles Shetland |
| 101e                                                                     | 2019 | Shetland | Îles Shetland      | 1-1 (t.a.b : 5 - 4) | Orcades       |
| 102e                                                                     | 2020 | Orcades  | Îles Shetland      | 1-0                 | Orcades       |
| 103e                                                                     | 2021 | Shetland | Orcades (41)       | 2-1                 | Îles Shetland |
| 104e                                                                     | 2022 | Orcades  | Îles Shetland      | 8-0                 | Orcades       |
| 105e                                                                     | 2023 | Shetland | Îles Shetland      | 6-1,                | Orcades       |
| 106e                                                                     | 2024 | Orcades  | Îles Shetland      | 2-1                 | Orcades       |
| 107e                                                                     | 2025 | Shetland | Îles Shetland (66) | 2-0                 | Orcades       |
| 108e                                                                     | 2026 | Orcades  |                    | X-X                 |               |

## Statistiques
Incluant également Lerwick et Kirkwall.

### Bilan des victoires
| Pays          | Vainqueur | Finaliste |
| ------------- | --------- | --------- |
| Îles Shetland | 66        | 41        |
| Orcades       | 41        | 66        |

### Résultats
| No | Équipe        | J   | V  | N | D  | BM  | BE  | DB  | Pts |
| -- | ------------- | --- | -- | - | -- | --- | --- | --- | --- |
| 1  | Îles Shetland | 107 | 62 | 6 | 39 | 256 | 186 | +70 | 192 |
| 2  | Orcades       | 107 | 39 | 6 | 62 | 186 | 256 | -70 | 123 |

### Records
Les Shetland remporte à 13 reprises d'affilée le tournoi de 1991 à 2003, elle termine 5 reprises à la seconde place de 1958 à 1962.
Les Orcades remporte à 5 reprises d'affilée le tournoi de 1958 à 1962, elle termine à 13 reprises à la seconde place de 1991 à 2003.
La rencontre de 1963 a vu le plus grand nombre de but lors du tournoi, avec un total de 16 buts (Shetland 9-7 Orcades).
La plus grande différence de but lors d'une rencontre: Lors de l'année 2022, Shetland remporte le match 8 à 0 face aux Orcades.
La plus grande différence de but lors d'une rencontre remporté par les Orcades: Lors de l'année 1972, les Orcades remporte le match 7 à 1 face à Shetland.
Il y a eu 6 matchs nuls en 1912 et 1947 (remporté par les Orcades), 1964, 1970, 1994 et 2019 (remporté par les Shetland).
Les Shetland a remporté 38 coupes à domicile et 28 dans les Orcades.
Les Orcades a remporté 25 coupes à domicile et 16 dans les Shetland.
Lors de la 103e édition en 2021, il aura fallu pour les Orcades attendre 40 ans avant de remporté une nouvelle édition dans les Shetland, la dernière fois c'était en 1981.
Un total de 442 buts a été marqué depuis le début de la compétition.